# Jack Lewis (Autor)
Jack Lewis (auch C. Jack Lewis oder Jack C. Lewis; * 13. November 1924 in Iowa; † 24. Mai 2009 in Kalapana, Hawaii) war ein US-amerikanischer Drehbuchautor, Schriftsteller und Journalist. Oft schrieb er unter dem Namen C. Jack Lewis, um Verwechslungen mit gleichnamigen Autoren zu vermeiden.

## Biografie
Lewis verkaufte seine erste Kurzgeschichte The Cherokee Kid's Last Stand im Alter von 14 Jahren; er erhielt dafür 5 $. Dadurch ermuntert, verfasste er ein Drehbuch zur Andy-Hardy-Filmserie und sandte es unverlangt zu MGM, die es jedoch ablehnten. Erst mit 22 Jahren verkaufte er seine nächste Geschichte.
Mit 18 Jahren schrieb sich Lewis beim United States Marine Corps ein und wurde 1945 zum Second Lieutenant befördert. Nach dem Kriegsdienst erwarb er an der University of Iowa einen Abschluss als Bachelor im Fach Journalismus, dann ging er zurück zur Marine und scriptete einen Werbefilm für diese militärische Abteilung. Dieser führte zu einer Anstellung als technischer Berater für den 1949 entstandenen Spielfilm Todeskommando Iwo Jima.

## Arbeit als Drehbuchautor
Lewis begann seine Arbeit als Drehbuchautor 1950 mit verschiedenen kleinen Western, darunter Ron Ormonds Die Todespeitsche.
Als der Koreakrieg begann, kehrte Lewis für sechs Jahre in den aktiven Armee-Dienst zurück. Als Kriegsberichterstatter und -fotograf erhielt er die Bronze Star Medal für seine Dokumentation über die Bombardierung feindlicher Stellungen durch Marinebomber.
In dieser Zeit machte er auch eigene Erfahrungen im Umgang mit Gewehren, als er direkten Feindkontakt hatte.
Lewis übermittelte über zwei Dutzend Zeitschriftenartikel über die Erfahrungen des Marines in Korea, wobei das Hauptquartier sie als zu propagandistisch einstufte und zurücksandte; daraufhin schaltete Lewis seinen privaten Literaturagenten ein, der sie für jeweils 200 $ Honorar veröffentlichte.
Nach Beendigung des Koreakrieges diente Captain Lewis als Befehlshaber des 4. Marineregimentes in Camp Pendleton, bevor er zur Naval Air Station Kaneohe Bay als Öffentlichkeitsbeauftragter verlegt wurde. Während eines Aufenthaltes in Hawaii wurde er von John Ford als technischer Berater für seinen Film Keine Zeit für Heldentum unter Vertrag genommen. Als sich kein Stuntman fand, der ein Motorrad über ein Pier hinaus fahren wollte, übernahm Lewis diese Aufgabe und erhielt mit 700 $ mehr Gage, als sein Verdienst war, woraufhin er die überzähligen 50 $ der Navy-Marine Corps Relief Society spenden musste. Daraufhin übernahm John Ford jedoch Lewis’ Barrechnungen für ein Jahr und verpflichtete ihn später für seinen Film Mit einem Fuß in der Hölle.
1965 war er am Drehbuch des europäischen Western Die schwarzen Adler von Santa Fe, beteiligt.

## Journalismus
Da Lewis sich auf die Schriftstellerei konzentrieren wollte, verließ er der Armeedienst. Neben seiner Arbeit als Drehbuch- und Bühnenautor und Erzähler arbeitete er als Redakteur einer Zeitschrift und wurde 1959 mit Dean Grennell Herausgeber der Waffen-Zeitschrift Gun World. Bis zu seinem Tode blieb er der Publikation verbunden und schrieb für sie.
Lewis Beziehungen zum Marine Corps führten zu weiteren Arbeiten, so dem Drehbuch zu Marshall Thompsons Film A Yank in Viet-Nam, der vor Ort in Südvietnam 1963 gedreht wurde, seinem ersten Roman Tell it to the Marines (Veröffentlichung 1966) und zu seiner Rückkehr in den aktiven Dienst im Jahr 1969 während des Vietnamkrieges. Zwei weitere Auszeichnungen erhielt er in dieser Zeit. An seinem 60. Geburtstag wurde er in den Ruhestand versetzt.
Neben seinen journalistischen Artikel wurde Lewis auch durch die Geschichten um „Charlie Cougar“ und Westernromane bekannt; auch ein Buch über seine Erfahrungen in Hollywood, „White Horse, Black Hat - A Quarter Century on Hollywood's Poverty Row“, finden sich in seinem Werkverzeichnis. Die Gesamtzahl seiner Artikel und anderen Texte liegt bei über 6.000.

## Filmografie (Auswahl)
- 1950: Die Todespeitsche (King of the Bullwhip)
- 1964: A Yank in Viet-Nam
- 1965: Die schwarzen Adler von Santa Fe

## Biografie
- Lewis, C. Jack: White Horse, Black Hat: A Quarter Century on Hollywood's Poverty Row Scarecrow Press 2002